# هارولد لوك هازن
هارولد لوك هازن (بالإنجليزية: Harold Locke Hazen) هو مهندس أمريكي، ولد في 1 أغسطس 1901، وتوفي في 21 فبراير 1980.